# Font del Ruïnal
La Font del Ruïnal, en alguns mapes grafiada Roïnal, és una font de l'antic terme d'Aransís, actualment pertanyent al municipi de Gavet de la Conca. És dins del territori del poble d'Aransís.
Està situada a 822 m d'altitud, uns 900 metres a ponent d'Aransís, a prop del límit amb Llimiana. És a la dreta del barranc de Xércoles, a l'extrem sud-est de la partida de lo Ruïnal, que acull els camps de correu del sector de ponent del poble d'Aransís.